# 惠氏箱魨
惠氏箱魨為輻鰭魚綱魨形目鱗魨亞目箱魨科的其中一種，為亞熱帶海水魚，分布於中太平洋東部，從夏威夷群島至馬克薩斯群島海域，棲息深度3-27公尺，體長可達15.5公分，棲息於水質清澈的臨海礁石區，生活習性不明，可做為觀賞魚。

## 扩展阅读
維基物種上的相關：惠氏箱魨